# PIK3IP1
PIK3IP1 (англ. Phosphoinositide-3-kinase interacting protein 1) – білок, який кодується однойменним геном, розташованим у людей на короткому плечі 22-ї хромосоми. Довжина поліпептидного ланцюга білка становить 263 амінокислот, а молекулярна маса — 28 248.
| 10         |  | 20         |  | 30         |  | 40         |  | 50         |
| ---------- |  | ---------- |  | ---------- |  | ---------- |  | ---------- |
| MLLAWVQAFL |  | VSNMLLAEAY |  | GSGGCFWDNG |  | HLYREDQTSP |  | APGLRCLNWL |
| DAQSGLASAP |  | VSGAGNHSYC |  | RNPDEDPRGP |  | WCYVSGEAGV |  | PEKRPCEDLR |
| CPETTSQALP |  | AFTTEIQEAS |  | EGPGADEVQV |  | FAPANALPAR |  | SEAAAVQPVI |
| GISQRVRMNS |  | KEKKDLGTLG |  | YVLGITMMVI |  | IIAIGAGIIL |  | GYSYKRGKDL |
| KEQHDQKVCE |  | REMQRITLPL |  | SAFTNPTCEI |  | VDEKTVVVHT |  | SQTPVDPQEG |
| TTPLMGQAGT |  | PGA        |  |            |  |            |  |            |

A: Аланін

C: Цистеїн

D: Аспарагінова кислота

E: Глутамінова кислота

F: Фенілаланін

G: Гліцин

H: Гістидин

I: Ізолейцин

K: Лізин

L: Лейцин

M: Метіонін

N: Аспарагін

P: Пролін

Q: Глутамін

R: Аргінін

S: Серин

T: Треонін

V: Валін

W: Триптофан

Задіяний у такому біологічному процесі, як альтернативний сплайсинг. 
Локалізований у клітинній мембрані, мембрані.